# 北辺計礼駅
座標: 北緯47度48分11秒 東経142度31分13秒 / 北緯47.80306度 東経142.52028度
北辺計礼駅（きたぺけれえき）は、樺太豊栄郡白縫村に存在した樺太鉄道の駅。

## 歴史
- 1932年（昭和7年）12月10日：樺太鉄道の駅として開業。
- 1941年（昭和16年）4月1日：樺太鉄道の国有化と同時に廃止[1]。

## 駅名の由来
当駅の所在する地名からであり、地名はアイヌ語の「ペケレ」（明るい、光る、清い、または海岸の崖の上の平地）、「ペケレ・イ・ペツ」（湿地にある川）による。

## 隣の駅
樺太鉄道
樺太鉄道線
保呂駅 - 北辺計礼駅 - 白浦駅